# 費爾維尤溪
費爾維尤溪（英語：Fairview Creek）是美國俄勒岡州哥倫比亞泥沼的一條長約5英里（8.0公里）支流。這條小溪發源於格雷舍姆附近的濕地，向北流5英里（8.0公里）後注入費爾維尤的費爾維尤湖。格蘭特山海拔602英尺（183公尺），是格雷舍姆附近的八座休眠火山之一。費爾維尤溪始於格蘭特山東北部，海拔278英尺（85公尺）。
費爾維尤溪以前是哥倫比亞河的支流，向北流經哥倫比亞河漫灘的濕地到達哥倫比亞河。20世紀初，一條人工渠道將這些濕地的水引至威拉米特河的支流哥倫比亞泥沼。